# 薩姆特雷迪亞市鎮
薩姆特雷迪亞市鎮（是格魯吉亞中部伊梅雷蒂大区的市镇，行政中心为薩姆特雷迪亞。市镇面積为364平方公里，2014年人口48,562，人口密度每平方公里133人。

## 图集

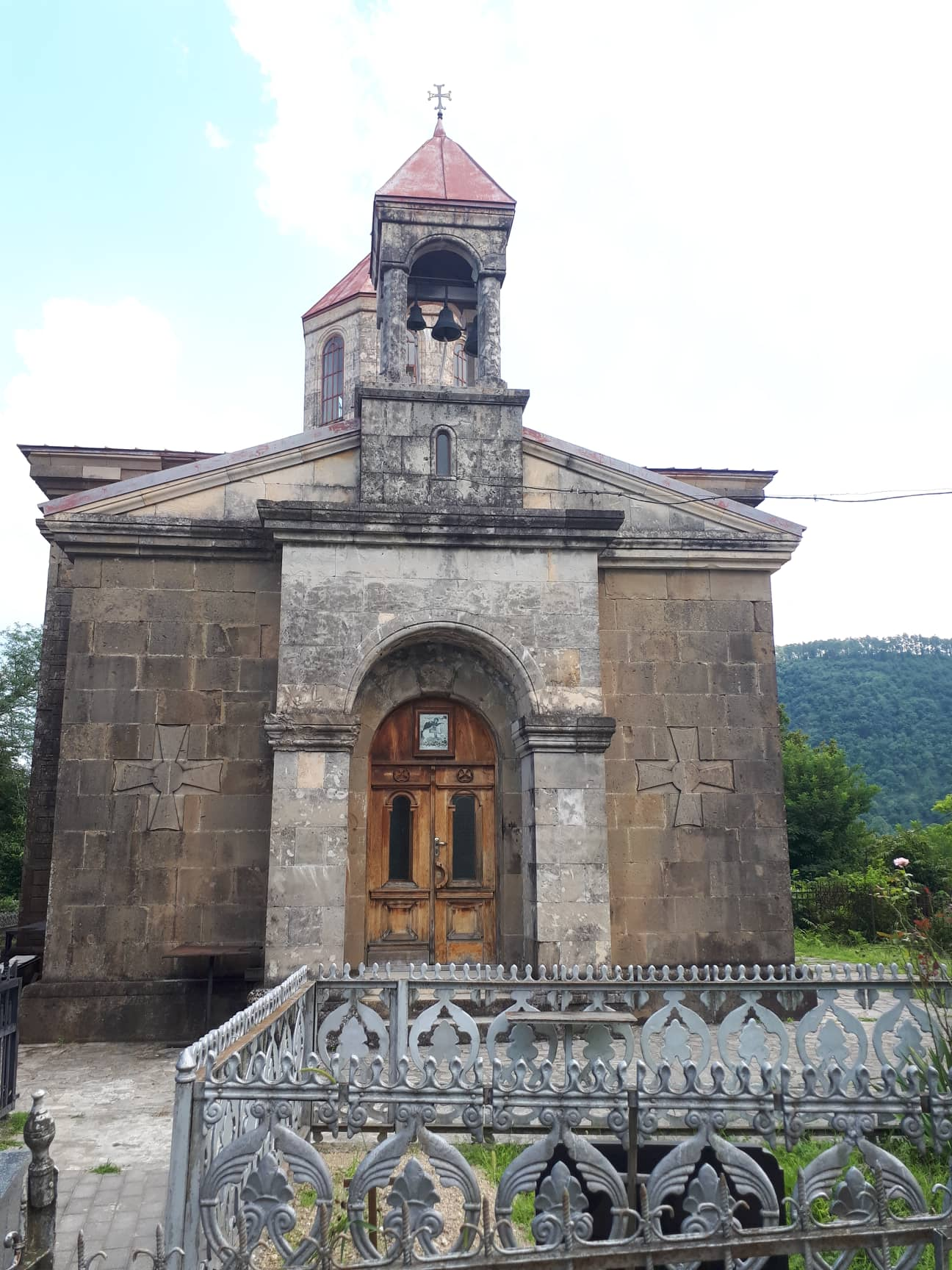
教堂
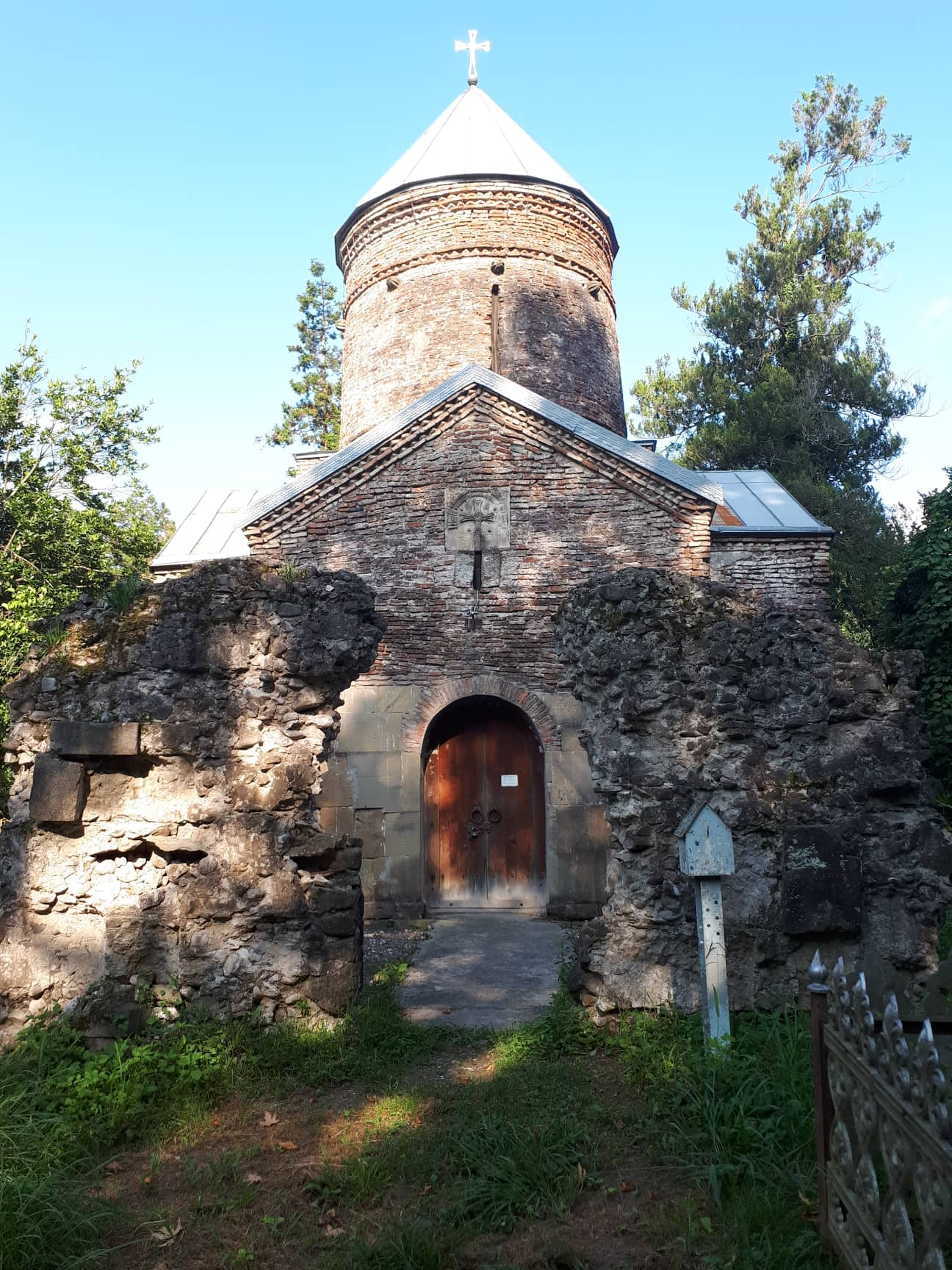
教堂
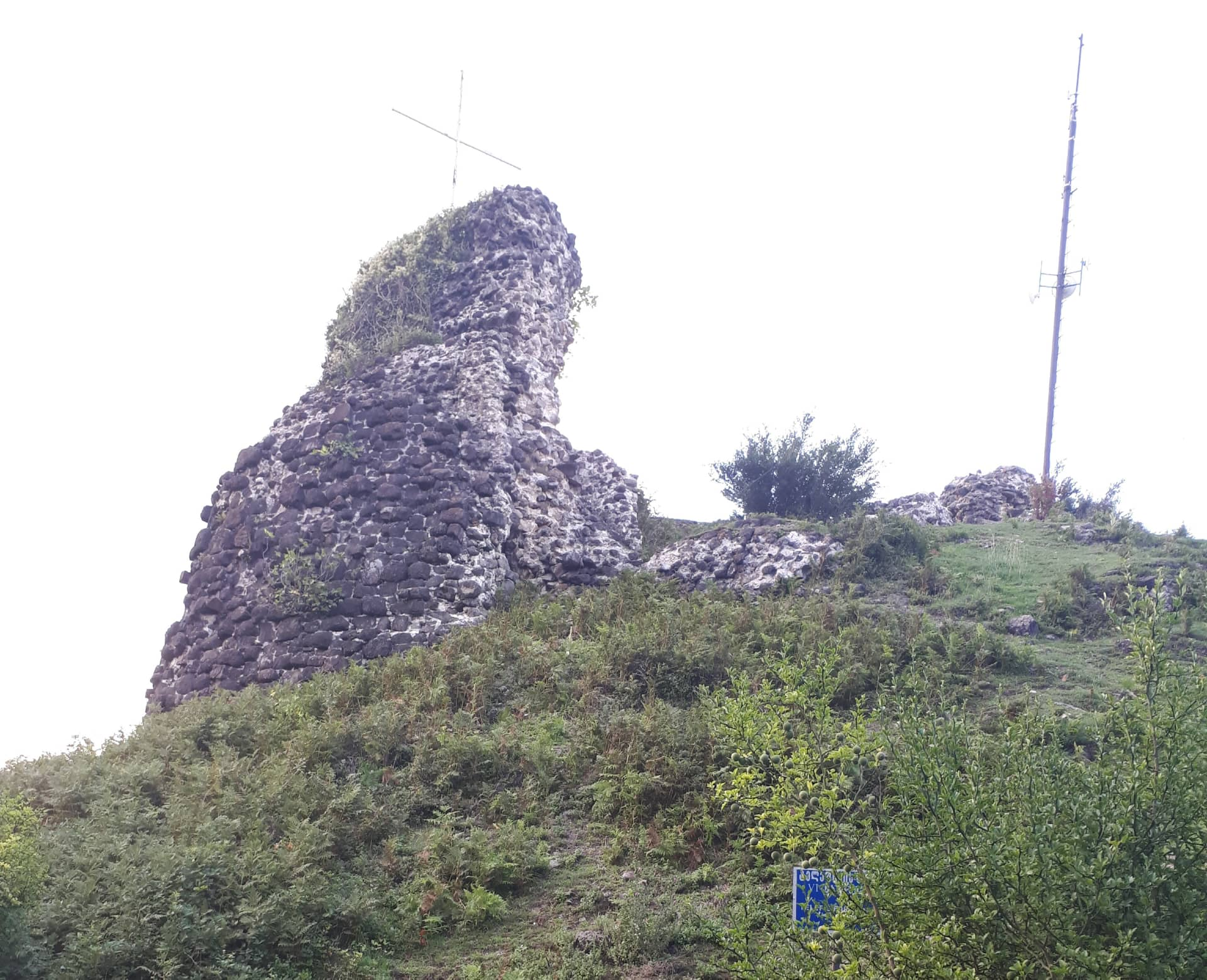
城堡
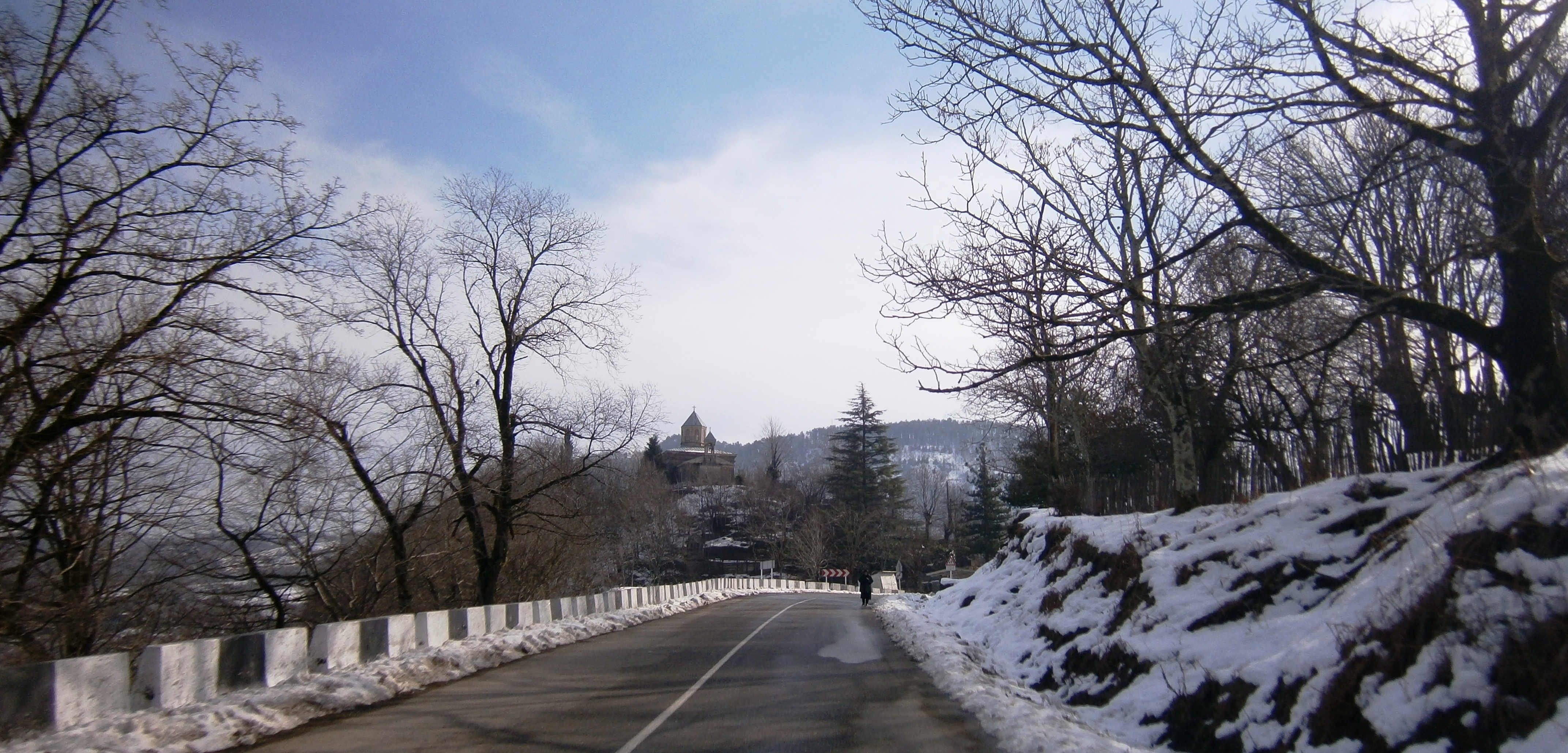
风景